# Dicranomyia (Dicranomyia) perdocta
Dicranomyia (Dicranomyia) perdocta is een tweevleugelige uit de familie steltmuggen (Limoniidae). De soort komt voor in het Oriëntaals gebied.